# Prison of Desire
Prison of Desire es el primer álbum de estudio de la banda neerlandesa de metal After Forever bajo el sello Transmission. Fue el álbum que les abrió las puertas y la que les dio el ránking a una de las mejores bandas de metal gótico del momento.

## Lista de canciones
En este álbum debut de After Forever se aprecia la temática "The Embrace That Smothers" la cual continua en el álbum debut The Phantom Agony de Epica.
El final de tal temática se encuentra en el álbum The Divine Conspiracy también de Epica.
1. «Mea Culpa» (The Embrace That Smothers - Prologue) - 1:59
2. «Leaden Legacy» (The Embrace That Smothers, Part I) - 5:04
3. «Semblance of Confusion» - 4:06
4. «Black Tomb» - 6:26
5. «Follow in the Cry» (The Embrace That Smothers, Part II) - 4:03
6. «Silence from Afar» - 5:51
7. «Inimical Chimera» - 4:57
8. «Tortuous Threnody» - 6:10
9. «Yield to Temptation» (The Embrace That Smothers, Part III) - 5:50
10. «Ephemeral» - 3:03
11. «Beyond Me» (Feat. Sharon den Adel - Within Temptation) - 6:10

## Miembros
- Floor Jansen - Voz
- Mark Jansen - Guitarra, voces guturales
- Sander Gommans - Guitarra
- Luuk van Gerven - Bajo
- Jack Driessen - Piano & Synths
- Joep Beckers - Batería